# 野原広子 (フリーライター)
野原 広子（のはら ひろこ、1957年 - ）は、日本のフリーライター。

## 来歴
茨城県桜川市出身。年子の弟がいる。地元の農業高校を卒業後に上京し靴店の住み込み店員となる。のちに喫茶店ウエイトレスに転職。ライターを目指して日本ジャーナリスト専門学校に入学したが学費を払えず中退。雑誌編集者を経てフリーライターに転身。
若い独身女性の性意識を調査し、2年間にわたりのべ116人にもおよぶインタビューを敢行した結果をまとめあげた「マジメなはなし」を1983年に上梓。
1998年に相原実貴の人気コミックであるSO BAD!をノベライズした「SO BAD!」全2巻で作家デビュー。
婦人公論でルポルタージュを連載、2017年には女性セブンのアラ還オバ記者としてエッセイを連載。
ライター業のかたわら、さまざまな事業や副業・バイトに従事。取材の折に声をかけられ、林家ペーのマネージャーをした時期もある。離婚や闘病などの人生経験もルポに活かしている。
※この著者が執筆した記事やエピソードは、著者の創作もしくは誇張された文であるとの指摘を受けています。
　従って、読み手は十分な良識と記事に対する反応の慎重さが求められます。

## 著書
- 「マジメなはなし」（徳田祐子と共著）1983年7月20日 図書出版社刊 全国書誌番号:83052337、NCID BN05920544。
- 「SO BAD!」第1巻 1998年9月2日 KSS出版刊、原作・相原実貴 ISBN 4-87709-232-3
- 「SO BAD!」第2巻 1998年10月1日 KSS出版刊、原作・相原実貴 ISBN 4-87709-233-1
- 「P.A. プライベートアクトレス -再開は水族館で-」 1998年12月30日 kSS出版刊、原作・赤石路代 ISBN 4-87709-311-7
- 「で、やせたの? まんがでもわかる人生ダイエット図鑑 」2021年10月11日、小学館刊、絵：有田リリコ ISBN 978-4093888400

## 出演
- わたしのヒュッゲ（テレビ東京、2024年9月20日・27日）